# Sangarrén
Sangarrén è un comune spagnolo di 250 abitanti situato nella comunità autonoma dell'Aragona.